# 弗利姆峰
46°58′56″N 10°20′38″E / 46.98222°N 10.34389°E
弗利姆峰（德語：Flimspitz），是中歐的山峰，位於奧地利和瑞士接壤的邊境，屬於薩姆瑙恩阿爾卑斯山脈的一部分，海拔高度2,929米，每年平均降雨量1,367毫米。